# Hucisko (Gdańsk)
Hucisko (niem. Silberhütte, kaszb. Strzébrznô Hëta) – ulica i wiadukt nad torami kolejowymi oraz skrzyżowanie przylegające do niego w Gdańsku. Pełni bardzo ważną rolę w systemie komunikacyjnym w dzielnicy Śródmieście, gdyż jest centralnym wiaduktem łączącym Wały Jagiellońskie z ulicą 3 Maja, a co za tym idzie: Główne Miasto z jednostką terytorialną Nowe Ogrody, w której znajdują się m.in. Szpital Wojewódzki, Urząd Miejski i Sąd Okręgowy.

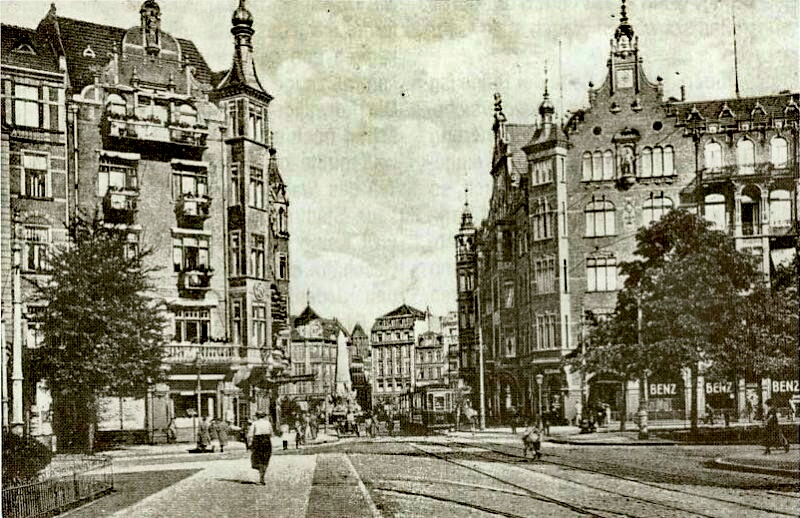
Hucisko, w głębi Targ Drzewny, ok. 1900

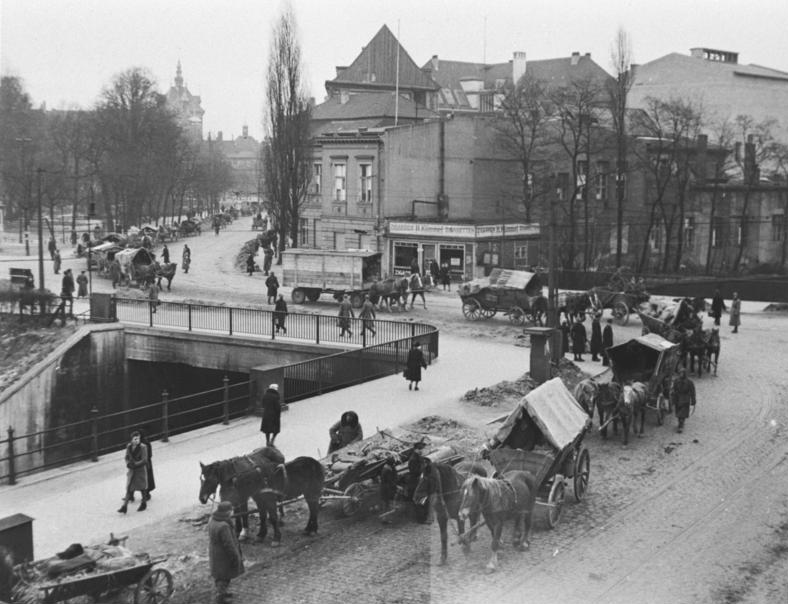
Ulica Hucisko z wiaduktem, luty 1945

Na Hucisku zatrzymują się tramwaje linii 10 (Nowy Port – Brętowo PKM) oraz 12 (Oliwa – Ujeścisko/Lawendowe Wzgórze).
Hucisko łączy także pośrednio całe Śródmieście z dzielnicami południowo-zachodnimi miasta takimi jak Siedlce, Suchanino czy Wzgórze Mickiewicza, a do czasu wybudowania równoległego wiaduktu znajdującego się 500 m na południe oraz całej Trasy W-Z było obciążone także ruchem w kierunku Chełmu i osiedli południowych.

## Historia
Ulica została zbudowana po zniwelowaniu nowożytnych wałów obronnych miasta. Nazwa pochodzi od czynnych w tym miejscu – od XV wieku do co najmniej 1805 r. – warsztatów obróbki srebra, należących do cechu złotników Głównego Miasta.